# Landskapsfotografi
Landskapsfotografi omfattar följande former av fotografi:
Stadslandskap, vyer, landskap, naturstudier, molnstudier etc. Till landskapsfotografering hör också panoramafotografi. Ofta försöker fotografen att skapa rymd och rytm i sin bild genom att dels använda olika bildformat, dels genom att använda objekten i bilden. Man kan även få betraktarens öga att följa en viss linje eller kurvatur. Bildkomposition är viktig för hur man uppfattar bilden.

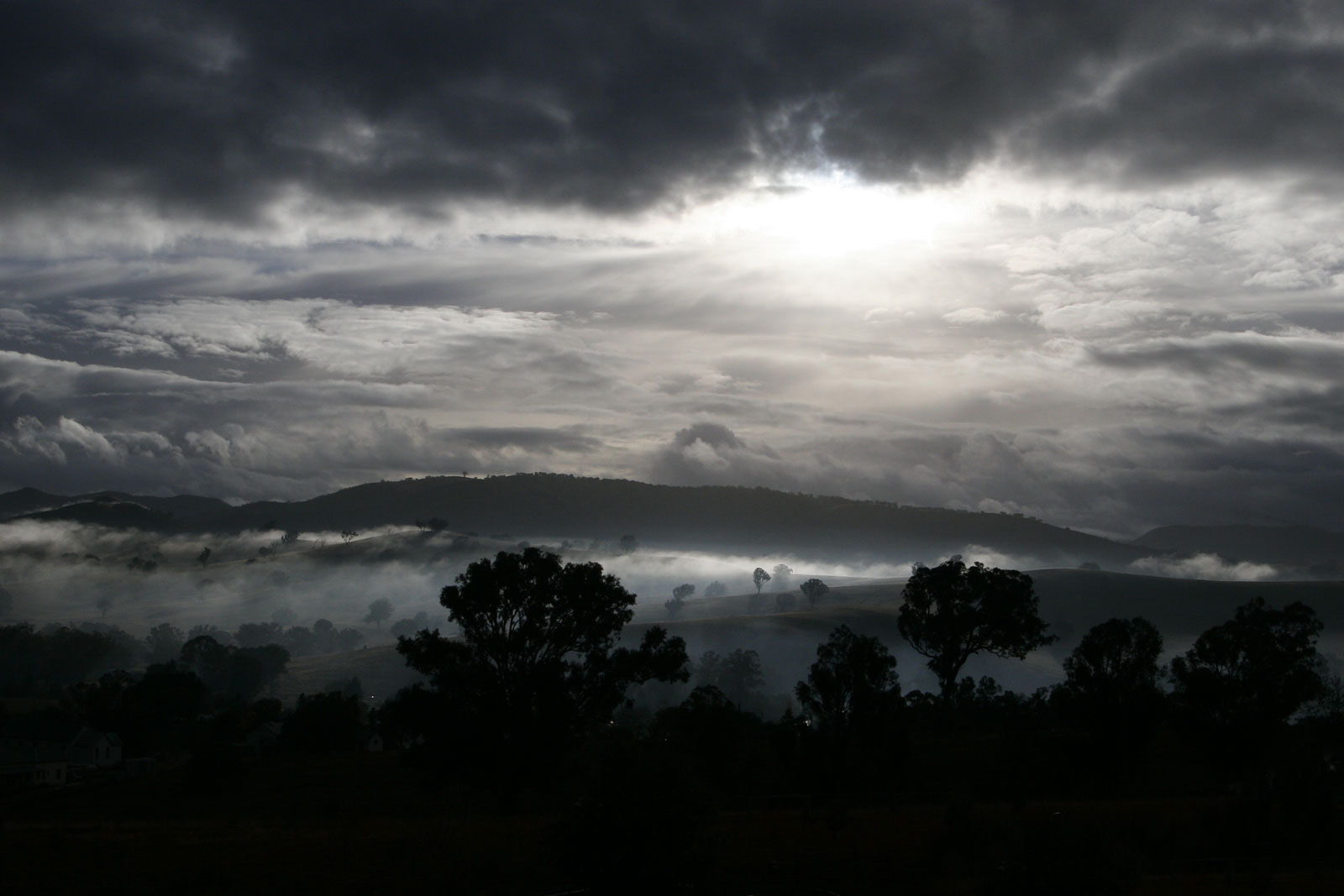
Morgondimma, fotografi i svartvitt som blir mycket effektfullt.

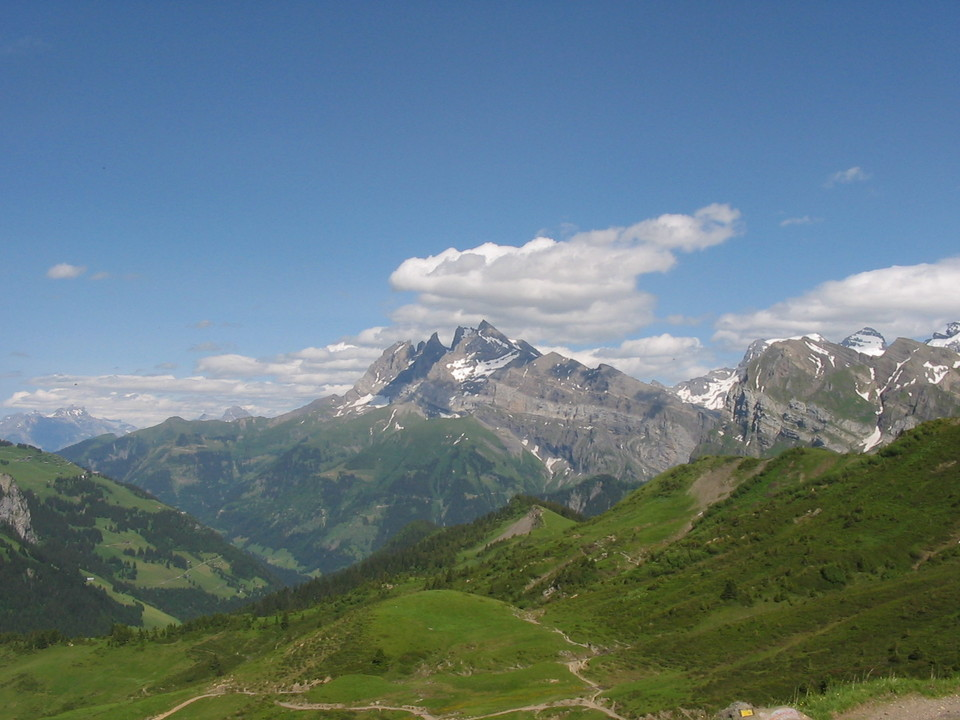
På den här bilden syns tydlig hur orografiska moln bildas när vinden tränger upp över bergen.

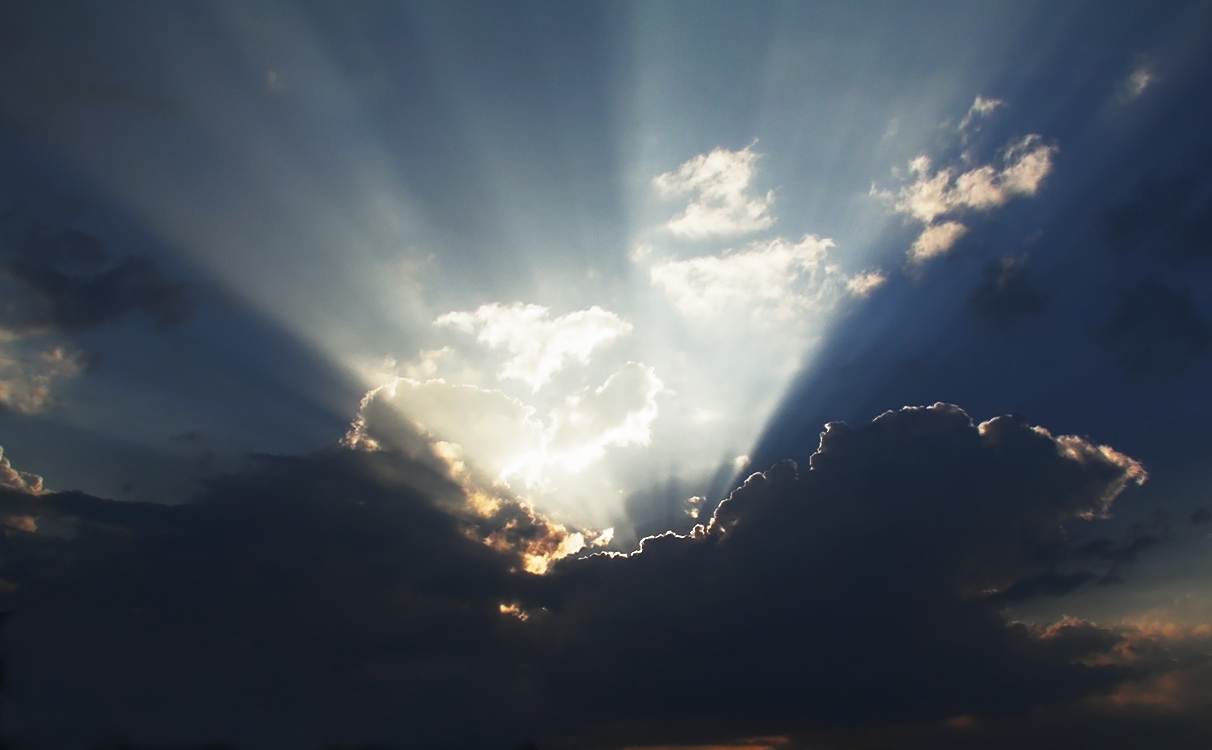
Molnstudie syns i skarpare kontrast än i verkligheten.